# 提包客

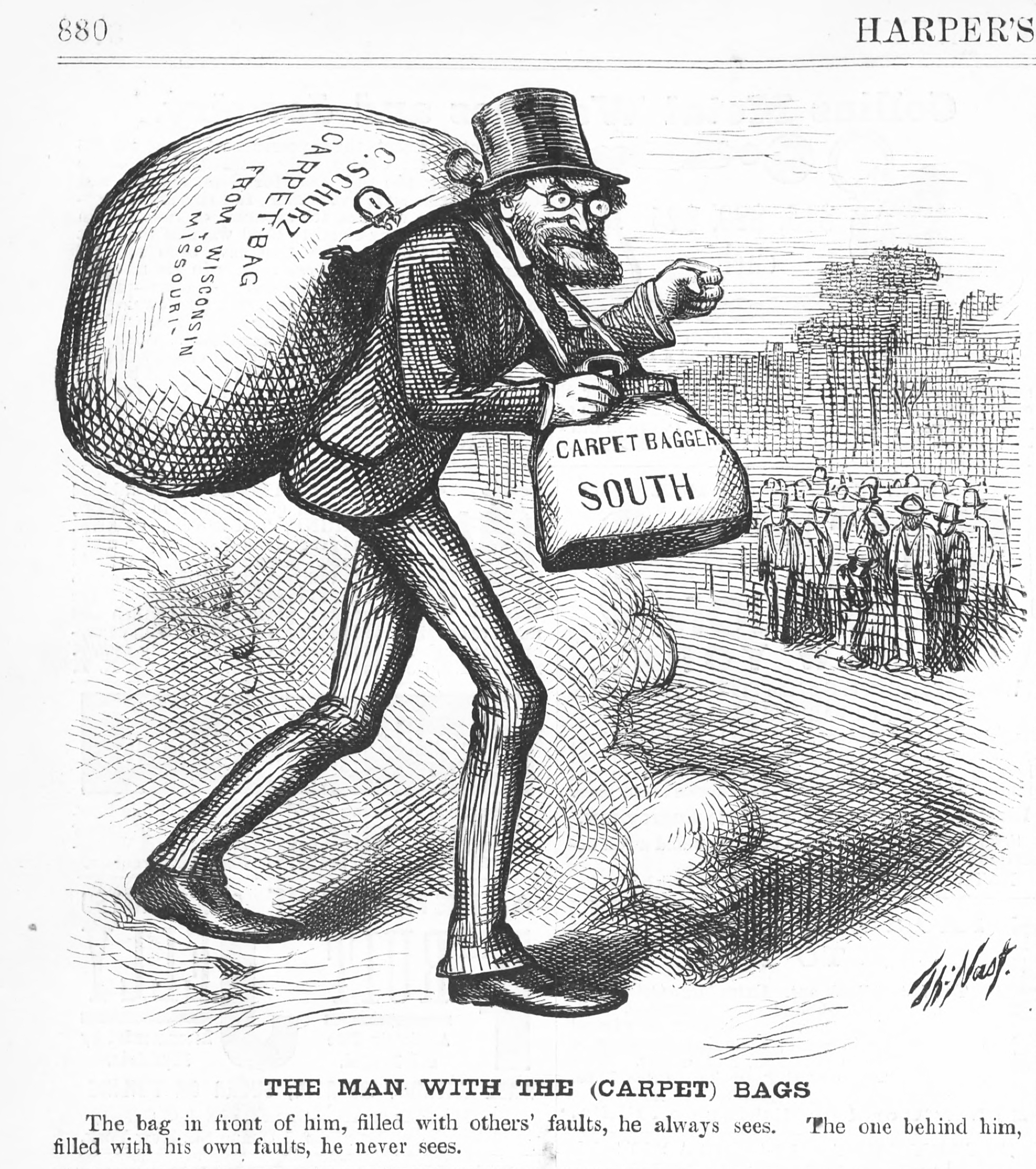
提包客的漫画

提包客（Carpetbagger）是美國重建時期美國南方人对美国内战后来到美國南部的美國北方人的一種貶義稱呼，提包客被美國南方人认为是为了自己的经济、政治或社会利益而剥削美國南方当地的民众。这个稱呼還將那些支持美國共和党以及非裔美国人的投票权和參政權的人士囊括在內。美國南方白人普遍谴责提包客，担心他们除了掠夺战败的南方，還會在政治上与激进的美國共和党人结盟。六十名来自美國北方的男子，包括受过教育的自由黑人和战后逃到北方并返回南方的奴隶，在美國南方以共和党人的身份进入国会。在美國重建時期，大多数美國南部共和党籍州长来自北方。
與提包客這個貶義稱呼類似的還有孱崽子，它指的是那些支持美國共和党领导美國南方重建和認同黑人基本人權的美國南方本地白人。